# Neosprucea grandiflora
Neosprucea grandiflora là một loài thực vật có hoa trong họ Liễu. Loài này được (Spruce ex Benth.) Sleumer mô tả khoa học đầu tiên năm 1938.